# Seamus Costello
Seamus Costello, född 1939 i Bray, död 1977, var en irländsk republikan och ledare för Officiella Sinn Féin, Officiella IRA och senare ledare för Irish Republican Socialist Party, IRSP och Irish National Liberation Army, INLA.
Han argumenterade för ett socialistiskt och fritt Irland. Han är mest känd för att ha grundat och varit ledare åt IRSP och INLA. Han blev dödad av OIRA eftersom en dispyt uppstått mellan de två organisationerna under splittringen.

## IRA:s gränskampanj
Vid 16 års ålder anslöt han sig till Sinn Féin och till Irländska Republikanska Armén, IRA. Efter några år var han befälhavare över Londonderrys bataljon och hans ledarskapskunskaper vid unga år gav honom smeknamnet "pojkgeneralen". Gruppen genomförde flera attacker på broar och rättegångssalar.
1957 blev han arresterad och dömdes till 6 månaders fängelse. Direkt efter frisläppandet blev han internerad i ytterligare två år. Under sin tid i fängelset studerade han mycket. Han läste på mycket om vietnamesernas kamp. Han hjälpte även till vid en fängelseflykt då Ruairí Ó Brádaigh och Dáithí Ó Conaill, med många andra, flydde. Costello skulle senare kalla den här tiden i fängelse som sin universitetstid.

## Politisk aktivism
Efter sitt frisläppandet arbetade Costello för att bygga upp den republikanska rörelsen. Han började genom att bygga en gräsrotsorganisation i County Wicklow som Sinn Féins lokala organisatör. Han stödde starkt rörelsens dragning åt vänster under dessa år. Under den här perioden gifte han sig även med sin fru, Maeliosa, som även hon aktiverade sig i den republikanska rörelsen. Han ställde upp till val för "Bray Urban District Council" under 1967 och lyckades.
1969 utbröt Konflikten i Nordirland och en splittring uppstod i IRA. Costello stannade kvar i Officiella IRA, OIRA, eftersom de hade en tydligare vänsterorienterad politik. Han tjänstgjorde som vicepresident för Officiella Sinn Féin och som stabsofficer för OIRA. 1972 deklarerade OIRA sin väpnade kamp avslutad. Costello ansåg att man fortfarande var tvungen att genomföra en väpnad kamp och han blev därför utesluten från den officiella rörelsen.

## Skapandet av IRSP och INLA
Under ett möte i Lucan Spa Hotell nära Dublin den 10 december 1974 skapades Irish Republican Socialist Party, IRSP, av republikaner, socialister och handelsfackmän med Costello som ordförande. Under ett privat möte senare samma dag formades Irish National Liberation Army, INLA, med Costello som befälhavare. Den nya rörelsen kombinerade vänsterpolitik med en väpnad kamp mot den brittiska armén.
Bara dagar efter skapandet hamnade IRSP/INLA i en svår fejd med Officiella IRA. Medlemmar ur IRSP/INLA blev attackerade, och innan en vapenvila var nådd hade tre unga medlemmar av rörelsen dött.

## Död
Trots vapenvila blev Costello mördad av OIRA när han satt i sin bil i Dublin den 5 oktober 1977. Costello var den första (och hittills enda) ledaren av ett irländskt politiskt parti att bli mördad.
Vid tiden för hans död var han medlem av följande råd:
- Wicklow County Council
- County Wicklow Committee of Agriculture
- General Council of Committees of Agriculture
- Eastern Regional Development Organisation
- National Museum Development Committee
- Bray Urban District Council
- Bray Branch of the Irish Transport and General Workers Union
- Bray and District Trade Unions Council (där han var ledare 1976-1977)
- Cualann Historical Society

Samtidigt som han fortfarande var
- Ordförande för IRSP
- Befälhavare för INLA

Vid hans begravning talade Nora Connolly O'Brien, dotter till den berömde socialistiske ledaren vid påskupproret, James Connolly. Hon sa "han var den enda som verkligen förstod vad James Connolly menade när han talade om sin vision om frihet för det irländska folket."